# Los Tres Ojos
Los Tres Ojos es una cueva de piedra caliza al aire libre de 50 yardas de largo ubicada en el parque Mirador del Este, en el municipio de Santo Domingo Este, República Dominicana. Una serie de tres lagos, u «ojos», el sitio es actualmente una de las atracciones turísticas más visitadas del país.

## Historia

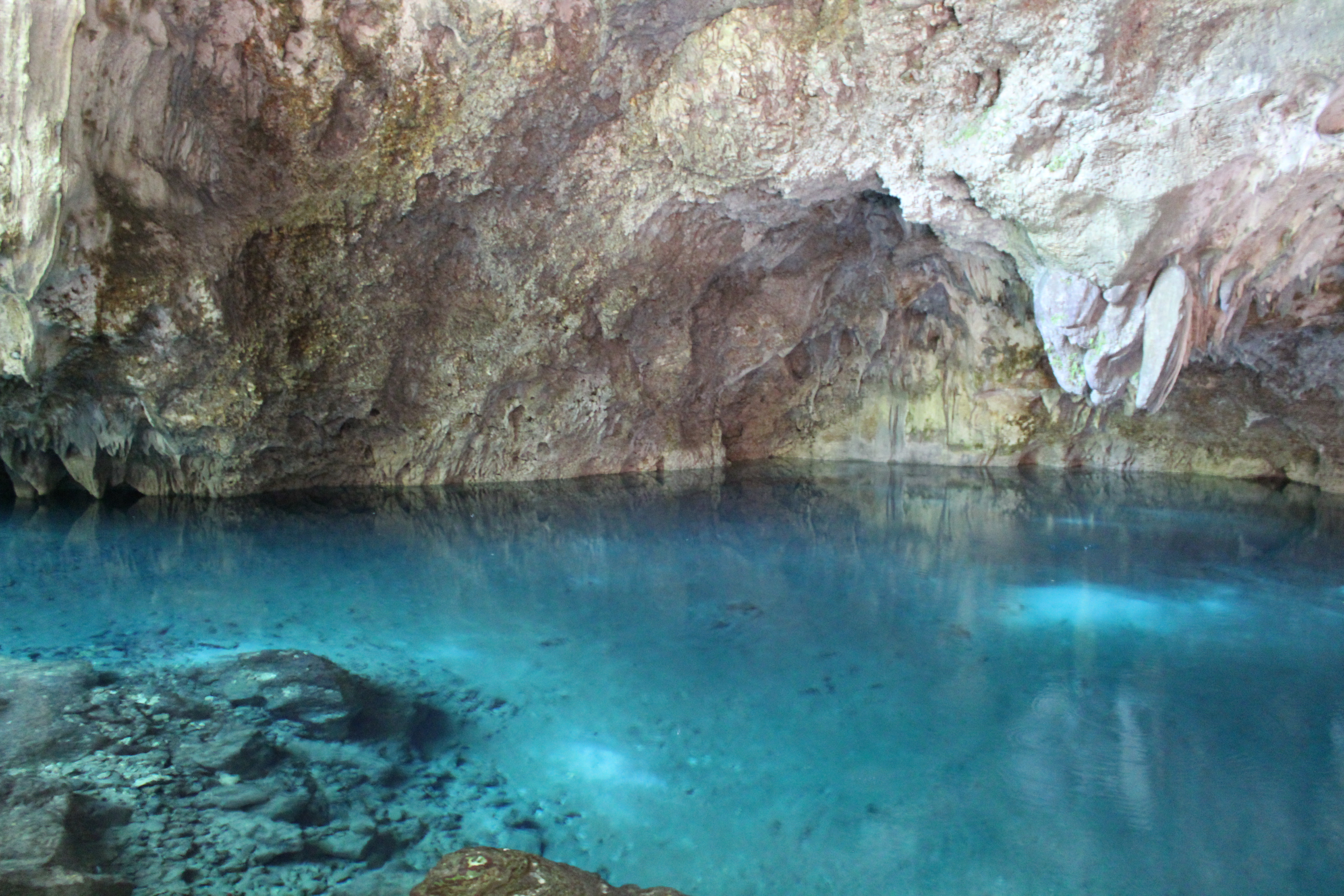
El Lago de Azufre

El lago fue descubierto en el año 1916, para la intervención norteamericana. Su nombre hace alusión a sus tres lagos principales, aunque existe un cuarto. Hay indicios de que esta caverna era concurrida por los aborígenes de la isla Quisqueya, la madre de todas las tierras.

## Teoría sobre su separación
Se sostiene hasta el momento, que solo se trataba de un único lago, pero producto de un movimiento telúrico se derribó una parte de su techo donde el lago quedó separado por cuatro lagos que se comunican entre sí.

## División

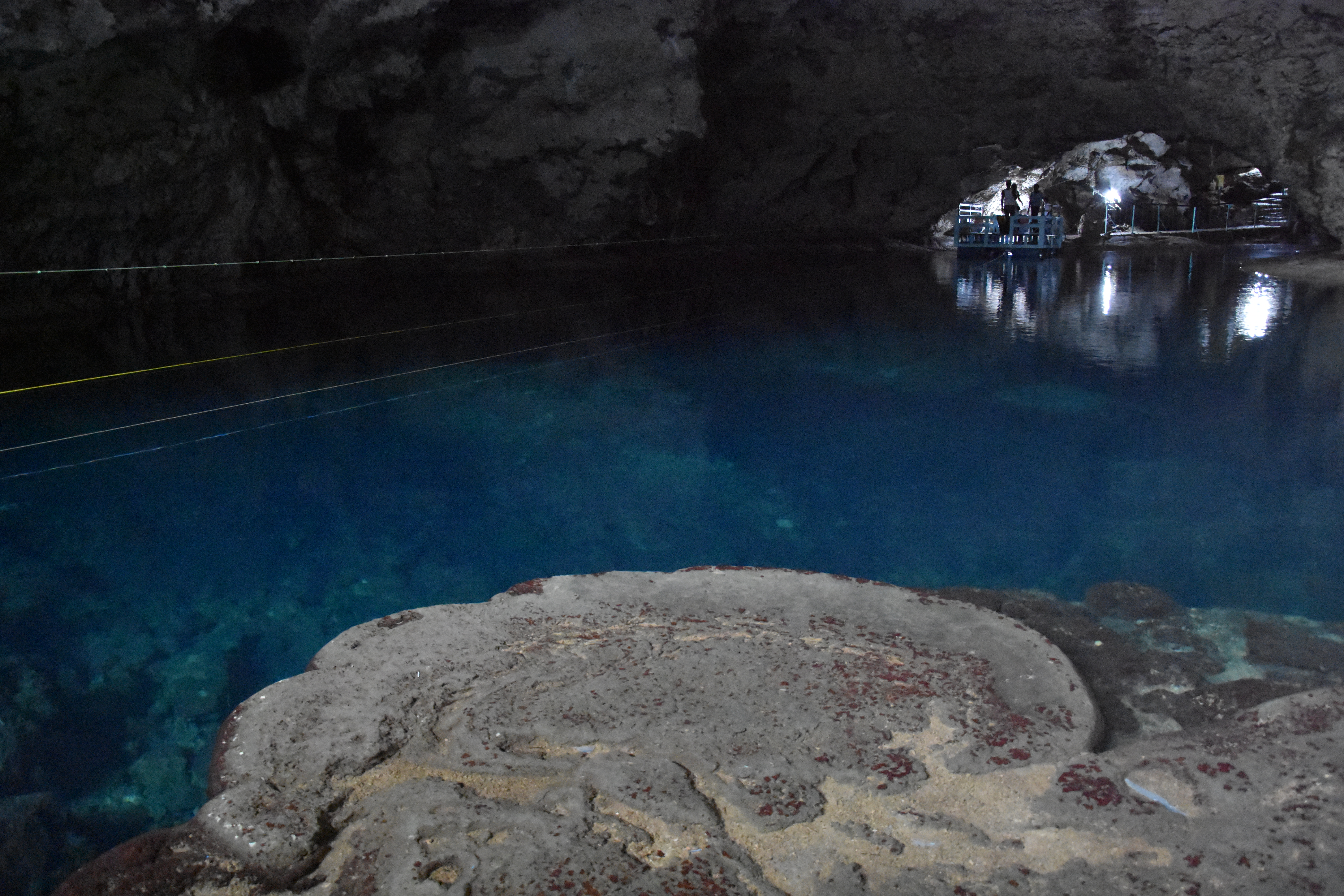
La Nevera

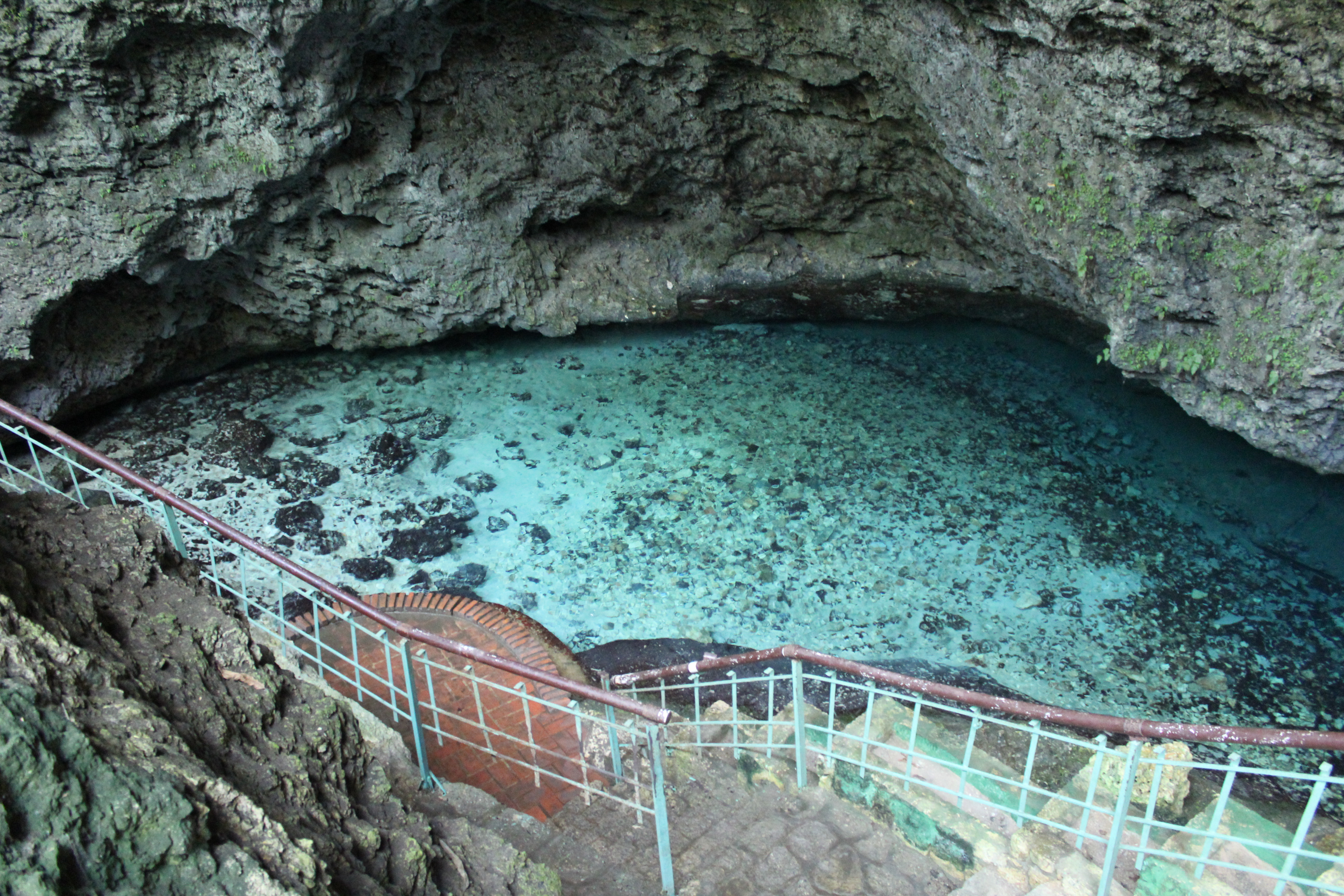
El Lago de las Damas

Sus cuatro lagos son:

### Lago Azufre
Este es el primer lago que alcanzamos a ver desde que entramos. Su nombre se debe a que en su fondo se puede notar una sustancia blanquecida y por ende las personas que concurrían a este lugar pensaban que ésta era azufre, pero luego de estudios científicos se demostró que no era azufre sino calcio y otros minerales. Tiene 4 metros.

### El Lago de las Damas
Es el  segundo lago que llegamos a ver, su nombre se debe a que antes se usaba como balneario y por su ubicación tan discreta y por ser poco profundo, fue reservado para las mujeres y los niños. Tiene 2.5 metros de profundidad en su parte más profunda.

### La Nevera
Es el  tercer lago que alcanzamos a ver, su nombre se debe a las bajas temperaturas que alcanza ya que nunca recibe la luz solar. Su temperatura oscila entre los 15°C y 21°C. Tiene una barca de madera para cruzar hacia el lago Los Zaramagullones. Tiene 5.4 metros de profundidad.

### Los Zaramagullones

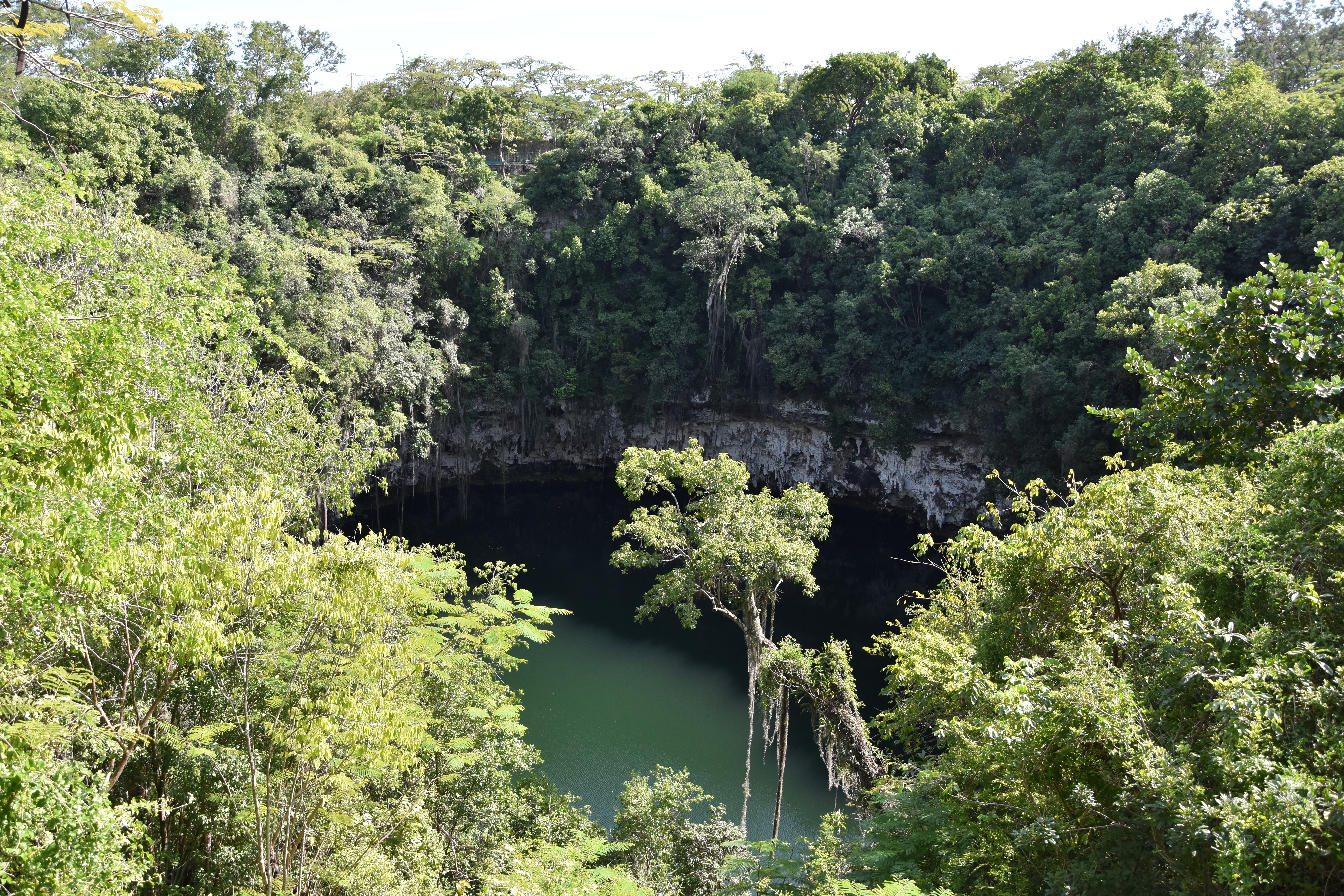
Los Zaramagullones

Este es el cuarto lago, su nombre se debe a una especie de patos anfibios que son autóctonos de la zona. Cuenta con una vegetación natural que rodea el lago. Tiene 6.1 metros de profundidad. Y es el único lago que está al aire libre, por ende no se le reconoce como un "ojo". Es de forma circular y tiene una circunferencia de aproximadamente 223 metros.

## Curiosidades
En este lugar se han realizado varios rodajes de la serie de Tarzán, el hombre mono.

## Parque Nacional los tres ojos
Es un lago bonito 
- Datos: Q6683320
- Multimedia: Los Tres Ojos National park / Q6683320